# Осиновка (озеро, Беларусь)
Оси́новка (бел. Асі́наўка) — озеро в Миорском районе Витебской области в 2 км к юго-западу от города Миоры. Принадлежит к группе Обстерновских озёр.
Площадь поверхности озера 1,16 км², длина 3,85 км, наибольшая ширина 0,52 км. Наибольшая глубина озера Осиновка достигает 7,5 м. Длина береговой линии 9,74 км, площадь водосбора — 31,1 км², объём воды 3,33 млн м³.
Озеро расположено в 2 км к юго-западу от города Миоры. Связано короткими протоками с соседними озёрами Воронь и Миорское, принадлежит к бассейну реки Мерица (приток Западной Двины), которая вытекает из Миорского озера. Над протокой из Осиновки в Миорское переброшен ж/д мост линии Друя — Миоры — Шарковщина.
Склоны котловины пологие, на юго-востоке и юго-западе крутые. Берега низкие, поросшие кустарником. Дно озера имеет корытообразную форму с впадинами и подъёмами, в северной части озера находится остров площадью 0,8 га. Мелководье песчаное, на глубине дно покрыто илом и сапропелем. Прибрежная растительность образует полосу шириной до 25 м.